# Starke Basen
Starke Basen bezeichnen in der Chemie eine Untergruppe der Basen. Sie liegen in wässrigen Lösungen komplett ionisiert vor. Somit sind sie starke Elektrolyten. Die Basenstärke bezieht sich immer auf die wässrigen Lösungen der Base, nicht auf die Reinstoffe.

## Reaktivität
Wenn eine reine Base in Wasser gegeben wird, bildet sich eine alkalische Lösung. Diese Reaktion, bei der die Base ein Proton von der Säure aufnimmt, nennt sich Protolyse. Starke Basen liegen immer komplett protolysiert/ionisiert in wässriger Lösung vor. Das Reaktionsgleichgewicht liegt auf der Seite der Produkte. Folgend ist ein allgemeines Beispiel einer Base B, die in Wasser protolysiert:
{\displaystyle \mathrm {B+H_{2}O\ \rightleftharpoons \ OH^{-}+BH^{+}} }
Bei einer starken Base liegt dieses Gleichgewicht, wie oben schon erwähnt, auf der rechten Seite, der Produktseite. Es bildet sich ein negativ geladenes Hydroxidion und ein positiv geladenes Kation. Das Kation ist die korrespondierende Säure zur Base. Diese Paare nennen sich korrespondierende Säure-Base-Paare.

Die Reaktivität der starken Basen hängt im Wesentlichen von der Konzentration der gebildeten Hydroxidionen ab. Zusätzlich hängt die Reaktivität auch von der Säure des Säure-Base-Paares ab.

## pKs- und pKb-Werte
Ein Weg herauszufinden, wie stark eine Base ist, geht über die protochemische Spannungsreihe in der die pKb- und pKs-Werte einiger Säure-Base-Paare aufgelistet sind. Wobei die pKb-Werte die Basenstärke bezeichnen und die pKs-Werte die Säurestärke bezeichnen. Die pKs- und pKb-Werte geben an, inwieweit eine Base bei der Gleichgewichtsreaktion mit Wasser ionisiert vorliegt. Dabei gilt: Je kleiner der Wert desto stärker ist die Säure/Base. Sehr starke Basen besitzen einen pKb-Wert von kleiner als −0,35. Starke Basen besitzen einen pKb-Wert von bis zu 3,75. Starke Basen sind immer auch schwache Säuren.
Die folgende Tabelle listet pKs- und pKb-Werte einiger sehr starker bis sehr schwacher Basen und ihrer korrespondierenden Säuren bei Standardbedingungen auf. Mittelstarke Säuren und Basen sind hellgrau hinterlegt, während schwache bis sehr schwache Säuren und Basen dunkelgrau hinterlegt sind. Sie sind nur zum Vergleich aufgelistet:
| Säurestärke  | pKs   | Säure + H2O {\displaystyle \ \rightleftharpoons \ } H3O+ + Base | Säure + H2O {\displaystyle \ \rightleftharpoons \ } H3O+ + Base | pKb   | Basenstärke  |
| ------------ | ----- | --------------------------------------------------------------- | --------------------------------------------------------------- | ----- | ------------ |
| sehr schwach | 48    | CH4                                                             | CH3−                                                            |       | sehr stark   |
| sehr schwach | 23    | NH3                                                             | NH2−                                                            | −9    | sehr stark   |
| sehr schwach | 15,90 | CH3CH2-OH                                                       | CH3-CH2-O−                                                      | −1,90 | sehr stark   |
| schwach      | 14,00 | H2O                                                             | OH−                                                             | 0,00  | stark        |
| schwach      | 13,00 | HS−                                                             | S2−                                                             | 1,00  | stark        |
| schwach      | 12,36 | HPO42−                                                          | PO43−                                                           | 1,64  | stark        |
| schwach      | 10,40 | HCO3−                                                           | CO32−                                                           | 3,60  | stark        |
| schwach      | 9,40  | HCN                                                             | CN−                                                             | 4,60  | stark        |
| schwach      | 9,25  | NH4+                                                            | NH3                                                             | 4,75  | stark        |
| mittelstark  | 7,20  | H2PO4−                                                          | HPO42−                                                          | 6,80  | mittelstark  |
| mittelstark  | 6,92  | H2S                                                             | HS−                                                             | 7,08  | mittelstark  |
| mittelstark  | 6,52  | H2CO3                                                           | HCO3−                                                           | 7,48  | mittelstark  |
| mittelstark  | 4,85  | [Al(H2O)6]3+                                                    | [Al(OH)(H2O)5]2+                                                | 9,15  | mittelstark  |
| mittelstark  | 4,75  | CH3COOH                                                         | CH3COO−                                                         | 9,25  | mittelstark  |
| stark        | 3,75  | HCOOH                                                           | HCOO−                                                           | 10,25 | schwach      |
| stark        | 3,14  | HF                                                              | F−                                                              | 10,86 | schwach      |
| stark        | 2,22  | [Fe(H2O)6]3+                                                    | [Fe(OH)(H2O)5]2+                                                | 11,78 | schwach      |
| stark        | 2,13  | H3PO4                                                           | H2PO4−                                                          | 11,87 | schwach      |
| stark        | 1,92  | HSO4−                                                           | SO42−                                                           | 12,08 | schwach      |
| stark        | 0,00  | H3O+                                                            | H2O                                                             | 14,00 | schwach      |
| sehr stark   | −1,32 | HNO3                                                            | NO3−                                                            | 15,32 | sehr schwach |
| sehr stark   | −3    | H2SO4                                                           | HSO4−                                                           | 17    | sehr schwach |
| sehr stark   | −6    | HCl                                                             | Cl−                                                             | 20    | sehr schwach |
| sehr stark   | −10   | HI                                                              | I−                                                              | 24    | sehr schwach |
| sehr stark   | −10   | HClO4                                                           | ClO4−                                                           | 24    | sehr schwach |

## Starke anorganische Basen
Die Liste starker Basen ist im Vergleich zu der der schwachen Basen relativ kurz. Bei den anorganischen Basen handelt es sich vor allem um in Wasser gelöste Alkali- und Erdalkalihydroxide wie zum Beispiel Natriumhydroxid (NaOH), Kaliumhydroxid (KOH) und Magnesiumhydroxid (Mg(OH)2).
Außerdem sind einige Sauerstoffverbindungen wie Phosphate (PO43−) und Carbonate (CO32−) bekannte starke Basen. Dazu kommen noch Sulfide (S2−), wie zum Beispiel Natriumsulfid.

## Starke organische Basen
Bei den organischen Basen gibt es nur wenige starke Basen. Einige Amine und Naphthaline sind starke Basen. Dies hängt allerdings von den weiteren Substituenten ab, die sich in der Nachbarschaft der basischen Gruppe befinden.